# Heinrich von Holleben
Heinrich Ludwig Friedrich Karl von Holleben (Rudolstadt, 9 maggio 1784 – Coblenza, 11 giugno 1864) è stato un generale e scrittore prussiano.

## Biografia

### I primi anni
I genitori di Heinrich von Holleben erano il nobile Ernst Friedrich Ludwig von Holleben (1753–1826), maestro di caccia del principe di Schwarzburg-Rudolstadt, e sua moglie Charlotte Ernestine von Nostiz (1758-?). Heinrich aveva sei fratelli e sei sorelle, tutti vissuti fino all'età adulta. Cresciuto nella tenuta della famiglia ad Udersleben, si unì al reggimento di fanteria "von Laurens" prussiano nel 1792 col grado di caporale. Nell'ottobre del 1804 venne promosso sottotenente.

### L'assedio di Kolberg
Di stanza nel territorio dell'elettorato di Hannover dal febbraio del 1806, il reggimento di Holleben venne trasferito alla Fortezza di Magdeburgo quando scoppiò la guerra del 1806/07. Qui Holleben ebbe l'opportunità di incontrare personalmente re Federico Guglielmo III di Prussia e sempre qui, il 17 ottobre, ebbe il proprio battesimo del fuoco. Il 6 novembre 1806 il reggimento di Holleben venne sciolto a seguito della resa di Magdeburgo.
Holleben venne fatto prigioniero di guerra dai francesi, ma venne rilasciato sulla sua parola d'onore che non avrebbe più combattuto contro la Francia in quella guerra. Quando l'impero napoleonico ebbe annesso il principato di Ansbach nel gennaio del 1807, Holleben non si sentì più vincolato dalla sua parola d'onore e partì per una pericolosa missione di sette settimane attraversando la Boemia, la Slesia e la Turingia coi suoi compagni di reggimento provenienti dalla Polonia orientale sino alla Prussia orientale. Il 6 aprile 1807 si trovava a Koenigsberg e venne assegnato al comando del 3º battaglione di riserva di stanza a Neumark, col quale assediò la fortezza di Kolberg, in Pomerania.
Il 23 giugno venne concluso l'armistizio con la Francia, ed il re prussiano diede a Holleben il delicato e complesso compito di portare la notizia della cessazione delle ostilità presso la fortezza, con un viaggio di  800 chilometri che si concluse il 2 luglio 1807. Cinquant'anni dopo la città di Kolberg conferì a von Holleben la cittadinanza onoraria per questo atto di eroismo che lo portò ad attraversare un territorio sotto assedio per far pervenire la notizia, salvare la situazione prima della disfatta ed evitare la perdita di altre vite.
Dopo la pace, Holleben passò al battaglione granatieri "Waldenfels" nell'agosto del 1807, poi al reggimento di fanteria della guardia a Berlino. Nell'agosto del 1809 divenne tenente. Nella crisi di politica estera in Prussia alla vigilia della campagna di Russia di Napoleone, il generale prussiano Gneisenau lo mandò in congedo dal dicembre del 1811 sino al febbraio del 1812 in Turingia. Holleben in realtà aveva il compito segreto di utilizzare i suoi legami con le famiglie aristocratiche locali e con le corti principesche per far pervenire per tempo ai prussiani i movimenti delle truppe di Francia in Renania. Nominato capitano nello stato maggiore prussiano nel gennaio del 1812, prese parte alla campagna di Russia al seguito del corpo ausiliario prussiano.

### Lipsia e Ligny
Nel giugno del 1813, pochi mesi dopo l'inizio della campagna di Germania, Holleben assunse la guida di una compagnia come capitano, passando ben presto al comando di un battaglione. Combatté nel corpo d'armata del generale Ludwig Yorck von Wartenburg nella battaglia di Königswartha, ottenendo la croce di ferro di II classe e poi nella battaglia di Bautzen e nella battaglia di Lipsia.
Immediatamente dopo la battaglia, il generale Yorck gli diede il compito di inseguire i francesi in ritirata per riferire le loro intenzioni sui movimenti, la consistenza delle loro armate e la direzione del loro viaggio, nonché dove si trovasse Napoleone in quel momento della guerra. Holleben riunì una pattuglia composta di venti tra cosacchi e cacciatori volontari così che apparissero a tutti gli effetti un gruppo d'armata russo. Egli stesso indossò abiti civili per l'operazione e si mise a cavalcare al fianco dei suoi uomini. Quanto tornò in Prussia per riferire quanto aveva scoperto, Holleben ottenne lodi per il lavoro svolto.
Holleben prese quindi parte all'avanzata prussiana verso il Reno e poi in Francia. Prese parte al blocco della città di Lussemburgo, operazione che gli valse la IV classe dell'ordine russo di San Vladimiro. Per la battaglia di La Chaussée-sur-Marne del 3 febbraio 1814, Holleben ricevette la croce di ferro di prima classe, mentre nella battaglia di Château-Thierry il 12 febbraio rimase gravemente ferito. Il 28 agosto 1814, durante il congedo di convalescenza, sposò sua cugina Amalie von Holleben.
Dopo il ritorno di Napoleone durante i Cento Giorni, von Holleben ottenne il comando di un battaglione del reggimento di fanteria col grado di maggiore dall'aprile del 1815. Poiché il battaglione di Holleben riuscì a distinguersi nei combattimenti svoltisi a Sombreffe, Ligny e a Rocquencourt, mettendo in fuga la cavalleria francese con un attacco alla baionetta, nell'ottobre del 1815 ottenne l'Ordine Pour le Mérite con foglie di quercia, una delle massime onorificenze militari prussiane.
Nel periodo di pace che seguì, Holleben assunse la carica di comandante del 17º reggimento di fanteria con base a Düsseldorf dal 1829. Durante la crisi del Reno del 1840, re Federico Guglielmo IV di Prussia lo inviò a Heilbronn dove si era radunato l'VIII corpo d'armata della Confederazione tedesca, assumendolo poi come ispettore delle truppe che occupavano le fortezze federali dell'area. Holleben divenne nel 1843 comandante della 4ª divisione di stanza a Stargard, in Pomerania. Nel 1844 ottenne il comando della 16ª divisione di stanza a Treviri ed ottenne il grado di tenente generale, passando poi al comando della 5ª divisione di stanza a Francoforte sull'Oder dal 13 aprile 1848.

### Le rivolte a Dresda e a Baden nel 1849
Quando la Sassonia richiese l'intervento prussiano per sopprimere la rivolta scoppiata a Dresda, von Holleben fu impegnato in questo conflitto nel maggio del 1849. Quando giunse a Dresda in treno da Görlitz il 10 maggio alla testa della sua divisione (che era composta ora da undici battaglioni di fanteria e due reggimenti di cavalleria), le truppe prussiane e sassoni al comando del colonnello Waldersee erano già impegnate in combattimenti sulle barricate. Quello stesso giorno, il ministero della guerra sassone diede a von Holleben il comando di tutte le truppe prussiane e sassoni al di fuori della città di Dresda. Non vi furono ad ogni modo altre ostilità o arresti di massa in Sassonia. Successivamente, re Federico Augusto II di Sassonia gli conferì la gran croce dell'Ordine al Merito di Sassonia. Già il 25 maggio Holleben riuscì a guidare la sua divisione verso la fortezza prussiana di Erfurt, da dove poi partì per combattere la rivoluzione nel frattempo scoppiata nel Baden.
Malgrado le richieste di Holleben, il suo comando venne affidato all'ormai anziano generale Karl von der Groeben e pertanto egli venne trasferito à la suite del quartier generale del principe ereditario prussiano. In questa posizione, tuttavia, Holleben ebbe appena l'opportunità di comandare una sola battaglia nei pressi di Bischweier. Quando la campagna si concluse con la capitolazione della fortezza di Rastadt, il principe di Prussia nominò Holleben governatore della città e della fortezza locali. I suoi successi lo portarono il 28 luglio 1849 all'assegnazione della I classe dell'Ordine dell'Aquila Rossa con spade e fronde di quercia. Il 1 novembre 1849 von Holleben riprese il comando della 5ª divisione, ma presentò una lettera di dimissioni a re Federico Guglielmo IV per motivi di salute.
Concessogli il grado di generale di fanteria, von Holleben si ritirò il 3 novembre 1849 a vita privata. Dopo due anni trascorsi a Berlino, Holleben si recò in Renania dove visse con la famiglia e gli amici di lunga data, inclusa la famiglia del generale Moritz von Hirschfeld col quale ebbe sempre ottimi rapporti. Holleben si dedicò quindi alla scrittura e pubblicò diversi libri di teoria militare. Dedicò la sua ultima opera alla memoria di Eugen von Hirschfeld. Morì e fu sepolto a Coblenza.

## Opere
- Guida alle lezioni di scienze della guerra, Berlino 1832.
- Considerazioni militari dalle esperienze di un ufficiale prussiano, Berlino 1838.
- Il Landwehr prussiano e la sua importanza, Berlino 1850.
- Il ministro della guerra nell'ultima crisi. Dai pensieri di un patriota prussiano, Weidmannsche Buchhandlung, Lipsia 1851
- Memorie di Eugen e Moritz von Hirschfeld dalla Germania e dalla Spagna, compilato da un veterano di 80 anni dello York Corps, Berlino 1863.

## Matrimonio e figli
Holleben sposò il 24 agosto 1814 a Udersleben la cugina Amalie von Holleben (1782-1878). Dal matrimonio nacquero i seguenti figli:
- Ernst Albert Ludwig (1815–1908), giurista e cancelliere nel Regno di Prussia, sposò Hermine Kühle (1822–1883)
- Heinrich Carl Ludwig (15 aprile 1817-27 febbraio 1833), sepolto nel cimitero di Golzheim
- Charlotte (1819–1852), sposò nel 1847 Franz von Frobel (1802–1886), tenente generale prussiano
- Amalie (1820–1905), sposò nel 1854 Franz von Frobel (1802–1886), tenente generale prussiano
- Friedrich Ludwig (1823–1870), tenente colonnello, morì a Coblenza per le ferite riportate a St. Privat. Sposò l'8 ottobre 1853 Bertha von Löper († 1854); in seconde nozze nel dicembre del 1855 sposò Aline von Hirschfeld (1836-?), figlia del generale di fanteria prussiano Moritz von Hirschfeld